# Djibril Sidibé (football, 1992)
Pour les articles homonymes, voir Sidibé et Djibril Sidibé.
Ne doit pas être confondu avec Djibril Sidibé (football, 1982), milieu international malien.
Djibril Sidibé, né le 29 juillet 1992 à Troyes, est un footballeur international français qui évolue au poste d'arrière droit au Toulouse FC. Il possède également la nationalité malienne.
Formé à l'ES Troyes AC puis passé par le Lille OSC, il est champion de France en 2017 sous les couleurs de l'AS Monaco avant d'être champion de Grèce en 2023 avec l'AEK Athènes.
Sélectionné en équipe de France entre 2016 et 2019, il remporte la Coupe du monde 2018.

## Biographie
Issu d'une famille originaire du Mali, Djibril Sidibé grandit avec trois sœurs et deux frères à Troyes. La famille vit dans le quartier Jules Guesde.

### Jeunesse et formation
Djibril Sidibé commence sa carrière à l'âge de huit ans à l'ES Troyes AC au poste de milieu défensif avant de reculer et de jouer en défense.
Il est titulaire d'un brevet d'études professionnelles (BEP).

### ES Troyes AC
Le 18 octobre 2009, Sidibé participe à son premier match en professionnel lors du match comptant pour le cinquième tour de la Coupe de France face à Sézanne (victoire 0-4). Il prend part à sa première rencontre de National face à l'AS Moulins le 19 mars 2010.
La saison suivante, l'ESTAC est promu en Ligue 2 et Sidibé évolue à six reprises en équipe première. Il signe par la suite son premier contrat professionnel en février 2011. La saison 2011-2012 lui permet de devenir titulaire au poste d'arrière droit et d'être convoqué en équipe de France des moins de 20 ans. Il honore sa première sélection avec cette dernière le 10 novembre 2011.

### LOSC Lille
Le 24 juillet 2012, Sidibé signe un contrat de cinq ans en faveur du LOSC Lille.
Le 20 novembre 2012, il inscrit son premier but en Ligue des champions face au FK BATE Borisov (0-2).
Sidibé devient titulaire sous les ordres de René Girard à partir de 2013. Il est le joueur le plus utilisé à la mi-saison 2015-2016, où il a pour entraîneur d'abord Hervé Renard, puis Frédéric Antonetti.
Sidibé marque à deux reprises lors de la saison 2014-2015. Le début de saison 2015-2016 de l'équipe lilloise est mitigé ; toutefois Sidibé réalise de bonnes performances. Le 12 décembre 2015, il marque à nouveau, ce qui fait de lui le troisième meilleur buteur du club avec trois réalisations ainsi que deux passes décisives.
Le 23 avril 2016, en finale de Coupe de la Ligue au Stade de France face au PSG, il marque sur coup franc direct mais ne parvient pas à éviter la défaite de son équipe en finale.

### AS Monaco
Le 8 juillet 2016, il s'engage pour cinq saisons avec l'AS Monaco. Devenu rapidement titulaire au poste d'arrière droit, il permet notamment à son équipe, le 28 août 2016, de s'imposer contre le champion en titre en provoquant le but contre son camp de Serge Aurier sur un centre contré par le défenseur du PSG. C'est le but du break et Monaco s'impose 3-1. Le 10 septembre 2016, lors de son retour à Lille avec sa nouvelle équipe, il ouvre le score d'un subtil coup franc et Monaco l'emporte 1-4. Le 10 décembre 2016, au stade du Matmut Atlantique, il ouvre le score dès la 2e minute de jeu d'une frappe à ras de terre qui rentre dans le petit filet opposé à son côté droit. Finalement, Monaco gagnera 4-0 à Bordeaux.
En 2017, il est finaliste de la Coupe de la Ligue au Parc OL face au PSG avant de devenir champion de France devant ce même club. Cette même saison, l’AS Monaco réalise une très belle performance en Ligue des Champions. Le club élimine, en effet, le Fenerbahçe SK et Villarreal CF lors des phases qualificatives. L’AS Monaco termine première de son groupe, devançant ainsi le Bayer Leverkusen, le Tottenham Hotspur et le CSKA Moscou. Après avoir éliminé Manchester City en huitième de finale, puis le Borussia Dortmund en quarts, l’AS Monaco s’incline face à la Juventus FC aux portes de la finale.
Après cette saison faste, il reste titulaire à son poste de latéral droit en prenant part à 27 matchs de championnat. Le 27 août 2017, il marque notamment un but lors d'une large victoire six buts à un contre l'Olympique de Marseille d'une tête plongeante.

### Everton FC
Le 7 août 2019, Sidibé est prêté pour une saison à l'Everton FC. Il s'agit d'un prêt payant de 2,5 millions d'euros accompagné d'une option d'achat de quatorze millions d'euros. Il dispute son premier match de championnat anglais le 5 octobre 2019 à Burnley (8e journée, défaite 1-0), remplaçant Gylfi Sigurðsson à la suite de l'exclusion de Séamus Coleman. Il débute pour la première fois titulaire lors de la 9e journée et la réception de West Ham (victoire 2-0). Il enchaîne alors les titularisations, débutant 14 rencontres entre la 9e et la 24e journée. S'il s'impose au poste de latéral droit lors de la première partie de saison, il ne parvient pas à conserver sa place dans le onze type, reprenant régulièrement place sur le banc lors de la reprise de la Premier League à la suite de la pandémie de Covid-19. Lors de cette saison 2019-2020, il prend part à vingt-cinq rencontres de Premier League.
Le 27 juillet 2020, Everton annonce ne pas lever l'option d'achat. Sidibé retourne alors à Monaco,.

### Retour à l'AS Monaco
Il vit un début de saison compliqué en raison du manque de préparation physique avec l'équipe, mais aussi du Covid-19 qu'il avait attrapé, comme il l'explique pendant une conférence de presse. Puis, il reprend peu à peu une place importante dans l'équipe au point de disputer plusieurs matchs d'affilée à son poste fétiche de latéral droit, notamment lors de victoires contre Lorient, Angers, Montpellier et Marseille. Sur le terrain du FC Nantes, il envoie un centre parfait du pied gauche pour la tête de Guillermo Maripan, participant ainsi à la victoire 2-1 sur les Canaris. Le 20 mars 2021, il fête son 200e match en Ligue 1 contre l'AS Saint-Etienne, lors d'une victoire nette et sans bavure 4-0. Lors de la 33e journée de Ligue 1, il joue son 140e match avec l'AS Monaco toutes compétitions confondues en participant à une éclatante victoire 3-0 sur le terrain des Girondins de Bordeaux. Le weekend suivant, il réalise un match exceptionnel sur le terrain du SCO d'Angers malgré une certaine fioriture sur coup franc direct et corner. En effet, il récupère la bagatelle de 10 ballons et il délivre un centre parfait pour Guillermo Maripan, lequel touche la barre. Finalement, l'AS Monaco l'emporte 1-0 et reste dans la course au titre. Ce superbe match lui vaudra une mention dans l'Equipe-type des Français du weekend par le quotidien l'Equipe,.

### AEK Athènes
Libre depuis la fin de son contrat avec l'AS Monaco, il s'est engagé deux saisons, soit jusqu'en 2024 avec l'AEK Athènes en Superleague Elláda. Dès sa première saison au club, il est sacré champion de Grèce et remporte la Coupe de Grèce de football deux buts à zéro contre le PAOK Salonique. Il réalise ainsi le premier doublé Coupe-Championnat de sa carrière. La saison suivante, il est vice-champion de Grèce en 2024.
Djibril Sidibé joue tous ses matchs avec l'AEK Athènes au post d'arrière droit, à l'exception de deux matchs au poste d'arrière gauche.

### Toulouse FC
Le 2 août 2024, libre de tout contrat après son départ de l'AEK Athènes, le joueur s'engage avec le Toulouse FC en Ligue 1.
Djibril Sidibé est repositionné à son arrivée à Toulouse, en effet il joue tous ses matchs au poste de défenseur central, à l'exception de deux matchs au poste de milieu défensif et un match au poste d'arrière droit.

### Équipe de France

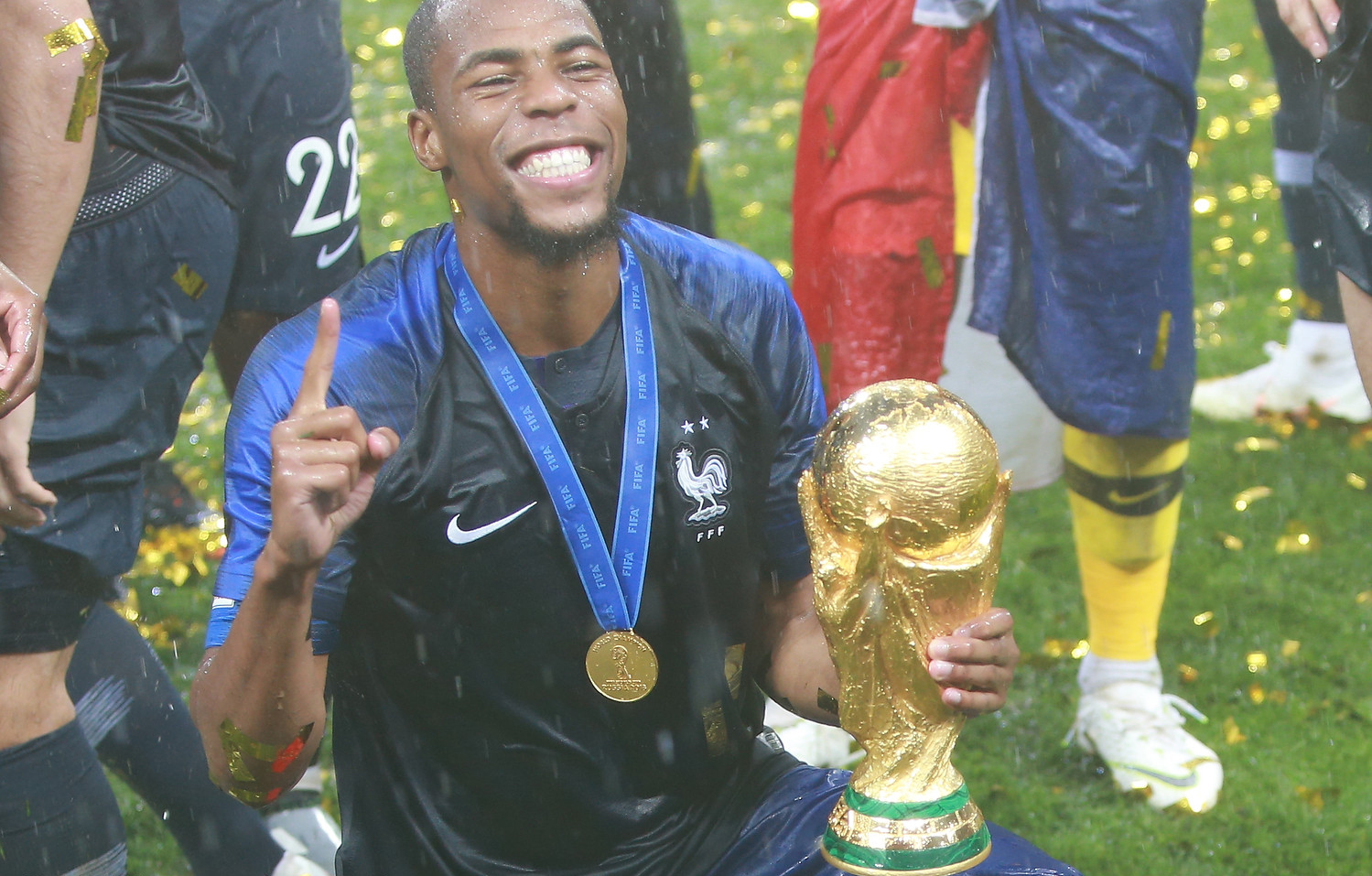
Djibril Sidibé tenant la Coupe du monde au Stade Loujniki de Moscou.

Non retenu parmi les 23 joueurs français sélectionnés pour disputer l'Euro 2016, Djibril Sidibé fait partie d'un groupe de huit réservistes présents lors de la préparation de l'équipe de France et susceptibles de remplacer un joueur sélectionné qui serait blessé.
Le 1er septembre 2016, il est titulaire pour son premier match contre l'Italie lors d'un match amical où il reçoit un carton jaune au bout de quatre minutes de jeu qui aurait pu être une expulsion directe sans l'assistance vidéo (utilisée alors pour la première fois au cours d'un match de football).
Il marque son premier but chez les Bleus face à l'Angleterre, au Stade de France, le 13 juin 2017, à l'occasion de sa dixième sélection. Malgré une place de remplaçant au profit de Benjamin Pavard, Djibril Sidibé remporte la Coupe du monde 2018, en ayant joué un seul match, en poule face au Danemark.

## Statistiques
| Saison                | Club                  | Championnat           | Championnat | Championnat | Coupe nationale | Coupe nationale | Coupe de la Ligue | Coupe de la Ligue | Supercoupe | Supercoupe | Compétition(s) continentale(s) | Compétition(s) continentale(s) | Compétition(s) continentale(s) | Total | Total |
| Saison                | Club                  | Division              | M.          | B.          | M.              | B.              | M.                | B.                | M.         | B.         | Comp.                          | M.                             | B.                             | M.    | B.    |
| 2009-2010             | ES Troyes             | National              | 1           | 0           | 1               | 0               | -                 | -                 | -          | -          | -                              | -                              | -                              | 2     | 0     |
| 2010-2011             | ES Troyes             | Ligue 2               | 6           | 0           | -               | -               | -                 | -                 | -          | -          | -                              | -                              | -                              | 6     | 0     |
| 2011-2012             | ES Troyes             | Ligue 2               | 34          | 1           | 4               | 0               | 1                 | 0                 | -          | -          | -                              | -                              | -                              | 39    | 1     |
| Sous-total            | Sous-total            | Sous-total            | 41          | 1           | 5               | 0               | 1                 | 0                 | -          | -          | -                              | -                              | -                              | 47    | 1     |
| 2012-2013             | LOSC Lille            | Ligue 1               | 14          | 1           | 2               | 0               | 1                 | 1                 | -          | -          | C1                             | 3                              | 1                              | 20    | 3     |
| 2013-2014             | LOSC Lille            | Ligue 1               | 20          | 0           | 3               | 0               | 1                 | 0                 | -          | -          | -                              | -                              | -                              | 24    | 0     |
| 2014-2015             | LOSC Lille            | Ligue 1               | 25          | 2           | 1               | 0               | 3                 | 0                 | -          | -          | C1+C3                          | 1+2                            | 0+0                            | 32    | 2     |
| 2015-2016             | LOSC Lille            | Ligue 1               | 37          | 4           | 2               | 0               | 4                 | 2                 | -          | -          | -                              | -                              | -                              | 43    | 6     |
| Sous-total            | Sous-total            | Sous-total            | 96          | 7           | 8               | 0               | 9                 | 3                 | -          | -          | -                              | 6                              | 1                              | 119   | 11    |
| 2016-2017             | AS Monaco             | Ligue 1               | 29          | 2           | 2               | 0               | 4                 | 0                 | -          | -          | C1                             | 12                             | 1                              | 47    | 3     |
| 2017-2018             | AS Monaco             | Ligue 1               | 27          | 2           | 1               | 0               | 3                 | 0                 | 1          | 1          | C1                             | 3                              | 0                              | 35    | 3     |
| 2018-2019             | AS Monaco             | Ligue 1               | 26          | 0           | 1               | 0               | 1                 | 0                 | -          | -          | C1                             | 4                              | 0                              | 32    | 0     |
| 2020-2021             | AS Monaco             | Ligue 1               | 30          | 0           | 4               | 0               | -                 | -                 | -          | -          | -                              | -                              | -                              | 34    | 0     |
| 2021-2022             | AS Monaco             | Ligue 1               | 17          | 0           | 3               | 0               | -                 | -                 | -          | -          | C1+C3                          | 3+3                            | 0                              | 26    | 0     |
| Sous-total            | Sous-total            | Sous-total            | 129         | 4           | 11              | 0               | 8                 | 0                 | 1          | 1          | -                              | 25                             | 1                              | 174   | 6     |
| 2019-2020             | Everton FC (prêt)     | Premier League        | 25          | 0           | 1               | 0               | 2                 | 0                 | -          | -          | -                              | -                              | -                              | 28    | 0     |
| 2022-2023             | AEK Athènes           | Héllás Superleague    | 12          | 0           | 5               | 0               | -                 | -                 | -          | -          | -                              | -                              | -                              | 17    | 0     |
| 2023-2024             | AEK Athènes           | Héllás Superleague    | 17          | 1           | 2               | 0               | -                 | -                 | -          | -          | C1+C3                          | 2+4                            | 0+1                            | 25    | 2     |
| Sous-total            | Sous-total            | Sous-total            | 29          | 1           | 7               | 0               | 0                 | 0                 | -          | -          | -                              | 6                              | 1                              | 42    | 2     |
| 2024-2025             | Toulouse FC           | Ligue 1               | 28          | 0           | -               | -               | -                 | -                 | -          | -          | -                              | -                              | -                              | 28    | 0     |
| 2025-2026             | Toulouse FC           | Ligue 1               | 1           | 1           | -               | -               | -                 | -                 | -          | -          | -                              | -                              | -                              | 1     | 1     |
| Sous-total            | Sous-total            | Sous-total            | 29          | 1           | -               | -               | -                 | -                 | -          | -          | -                              | -                              | -                              | 29    | 1     |
| Total sur la carrière | Total sur la carrière | Total sur la carrière | 349         | 14          | 32              | 0               | 20                | 3                 | 1          | 1          | -                              | 37                             | 3                              | 439   | 21    |

### En sélections nationales
| Saison                | Sélection             | Phases finales        | Phases finales | Phases finales | Phases finales | Éliminatoires | Éliminatoires | Éliminatoires | Matchs amicaux | Matchs amicaux | Matchs amicaux | Total | Total | Total |
| Saison                | Sélection             | Compétition           | M              | B              | Pd             | M             | B             | Pd            | M              | B              | Pd             | M     | B     | Pd    |
| --------------------- | --------------------- | --------------------- | -------------- | -------------- | -------------- | ------------- | ------------- | ------------- | -------------- | -------------- | -------------- | ----- | ----- | ----- |
| 2016-2017             | France                | -                     | -              | -              | -              | 6             | 0             | 2             | 4              | 1              | 0              | 10    | 1     | 2     |
| 2017-2018             | France                | Coupe du monde 2018   | 1              | 0              | 0              | 4             | 0             | 1             | 3              | 0              | 0              | 8     | 0     | 1     |
| Total sur la carrière | Total sur la carrière | Total sur la carrière | 1              | 0              | 0              | 10            | 0             | 3             | 7              | 1              | 0              | 18    | 1     | 3     |

### Liste des matchs internationaux
| Matchs internationaux de Djibril Sidibé | Matchs internationaux de Djibril Sidibé | Matchs internationaux de Djibril Sidibé           | Matchs internationaux de Djibril Sidibé | Matchs internationaux de Djibril Sidibé | Matchs internationaux de Djibril Sidibé | Matchs internationaux de Djibril Sidibé                             |
|                                         | Date                                    | Lieu                                              | Adversaire                              | Résultat                                | Compétition                             | Notes                                                               |
| --------------------------------------- | --------------------------------------- | ------------------------------------------------- | --------------------------------------- | --------------------------------------- | --------------------------------------- | ------------------------------------------------------------------- |
| 1.                                      | 1er septembre 2016                      | Stade San Nicola, Bari, Italie                    | Italie                                  | 1 - 3                                   | Match amical                            | Titulaire.                                                          |
| 2.                                      | 6 septembre 2016                        | Borisov Arena, Borisov, Biélorussie               | Biélorussie                             | 0 - 0                                   | Éliminatoires Coupe du monde 2018       | Titulaire.                                                          |
| 3.                                      | 7 octobre 2016                          | Stade de France, Saint-Denis, France              | Bulgarie                                | 4 - 1                                   | Éliminatoires Coupe du monde 2018       | Entré en jeu à la place de Bacary Sagna à la 27e minute de jeu.     |
| 4.                                      | 10 octobre 2016                         | Amsterdam ArenA, Amsterdam, Pays-Bas              | Pays-Bas                                | 0 - 1                                   | Éliminatoires Coupe du monde 2018       | Titulaire.                                                          |
| 5.                                      | 11 novembre 2016                        | Stade de France, Saint-Denis, France              | Suède                                   | 2 - 1                                   | Éliminatoires Coupe du monde 2018       | Titulaire.                                                          |
| 6.                                      | 15 novembre 2016                        | Stade Bollaert-Delelis, Lens, France              | Côte d'Ivoire                           | 0 - 0                                   | Match amical                            | Titulaire et remplacé par Sébastien Corchia à la 68e minute de jeu. |
| 7.                                      | 25 mars 2017                            | Stade Josy-Barthel, Luxembourg, Luxembourg        | Luxembourg                              | 1 - 3                                   | Éliminatoires Coupe du monde 2018       | Titulaire et remplacé par Christophe Jallet à la 62e minute de jeu. |
| 8.                                      | 2 juin 2017                             | Roazhon Park, Rennes, France                      | Paraguay                                | 5 - 0                                   | Match amical                            | Titulaire.                                                          |
| 9.                                      | 9 juin 2017                             | Friends Arena, Solna, Suède                       | Suède                                   | 2 - 1                                   | Éliminatoires Coupe du monde 2018       | Titulaire.                                                          |
| 10.                                     | 13 juin 2017                            | Stade de France, Saint-Denis, France              | Angleterre                              | 3 - 2                                   | Match amical                            | Titulaire.                                                          |
| 11.                                     | 31 août 2017                            | Stade de France, Saint-Denis, France              | Pays-Bas                                | 4 - 0                                   | Éliminatoires Coupe du monde 2018       | Titulaire.                                                          |
| 12.                                     | 3 septembre 2017                        | Stadium, Toulouse, France                         | Luxembourg                              | 0 - 0                                   | Éliminatoires Coupe du monde 2018       | Titulaire.                                                          |
| 13.                                     | 7 octobre 2017                          | Stade National Vassil-Levski, Sofia, Bulgarie     | Bulgarie                                | 1 - 0                                   | Éliminatoires Coupe du monde 2018       | Titulaire.                                                          |
| 14.                                     | 10 octobre 2017                         | Stade de France, Saint-Denis, France              | Biélorussie                             | 2 - 1                                   | Éliminatoires Coupe du monde 2018       | Titulaire.                                                          |
| 15.                                     | 23 mars 2018                            | Stade de France, Saint-Denis, France              | Colombie                                | 2 - 3                                   | Match amical                            | Titulaire.                                                          |
| 16.                                     | 28 mai 2018                             | Stade de France, Saint-Denis, France              | République d'Irlande                    | 2 - 0                                   | Match amical                            | Titulaire et remplacé par Benjamin Pavard à la 81e minute de jeu.   |
| 17.                                     | 9 juin 2018                             | Parc Olympique lyonnais, Décines-Charpieu, France | États-Unis                              | 1 - 1                                   | Match amical                            | Titulaire et remplacé par Benjamin Pavard à la 74e minute de jeu.   |
| 18.                                     | 26 juin 2018                            | Stade Loujniki, Moscou, Russie                    | Danemark                                | 0 - 0                                   | Coupe du monde 2018                     | Titulaire.                                                          |

#### But international
| But international de Djibril Sidibé | But international de Djibril Sidibé | But international de Djibril Sidibé  | But international de Djibril Sidibé | But international de Djibril Sidibé | But international de Djibril Sidibé | But international de Djibril Sidibé | But international de Djibril Sidibé        | But international de Djibril Sidibé |
|                                     | Date                                | Lieu                                 | Adversaire                          | Score                               | Résultat                            | Compétition                         | Notes                                      |                                     |
| ----------------------------------- | ----------------------------------- | ------------------------------------ | ----------------------------------- | ----------------------------------- | ----------------------------------- | ----------------------------------- | ------------------------------------------ | ----------------------------------- |
| 1.                                  | 13 juin 2017                        | Stade de France, Saint-Denis, France | Angleterre                          | 2 - 1                               | 3-2                                 | Match amical                        | But du pied gauche à la 43e minute de jeu. |                                     |

## Palmarès

### En club
Formé à l'ES Troyes AC avec qui il monte en Ligue 2 puis Ligue 1, Djibril Sidibé est finaliste de la Coupe de la Ligue en 2016 avec le LOSC Lille.
Il remporte son premier titre avec l'AS Monaco en étant sacré Champion de France en 2017. Il est également vice-champion de France en 2018 mais aussi finaliste de la Coupe de la Ligue en 2017 et 2018, de la Coupe de France en 2021 et du Trophée des champions 2017 s'inclinant à quatre reprises contre le Paris Saint-Germain et malgré une passe décisive en finale de Coupe de la ligue 2017 et un but lors du Trophée des Champions.
Avec le AEK Athènes FC, il est Champion de Grèce en 2023 et remporte la Coupe de Grèce de football en 2023. Il réalise ainsi le premier doublé Coupe-Championnat de sa carrière. Il est également vice-champion de Grèce en 2024.

### En sélection
Avec l'équipe de France, Djibril Sidibé compte 18 sélections pour un but et remporte la Coupe du monde 2018.
| LOSC Lille                               | AS Monaco (1 titre) | AEK Athènes FC (2)                                                                                      | Équipe de France (1)                  |
| ---------------------------------------- | --- | --- | ------------------------------------- |
| - Coupe de la Ligue : - Finaliste : 2016 | - Championnat de France : - Champion : 2017 - Vice-champion : 2018 - Coupe de la Ligue : - Finaliste : 2017 et 2018 - Coupe de France : - Finaliste : 2021 - Trophée des champions : - Finaliste : 2017. | - Championnat de Grèce : - Champion : 2023 - Vice-champion : 2024 - Coupe de Grèce : - Vainqueur : 2023 | - Coupe du monde : - Vainqueur : 2018 |

## Distinctions personnelles
- Nommé dans l'équipe type de la Ligue 1 en 2017 aux Trophées UNFP.

## Décoration
- Chevalier de la Légion d'honneur. Par décret du Président de la République en date du 31 décembre 2018, tous les membres de l'équipe de France championne du monde 2018 sont promus au grade de Chevalier de la Légion d'honneur[32].